# Agostino Cusani (1542-1598)
Agostino Cusani (Milano, 1542 – Milano, 20 ottobre 1598) è stato un cardinale italiano.

## Biografia
Agostino Cusani, membro della nobile famiglia, era il quarto dei dodici figli avuti da Luigi Cusani con la moglie Costanza d'Adda. Egli sarà anche zio del cardinale Alfonso Litta e antenato dell'omonimo Agostino III Cusani, anch'egli cardinale.
Dopo essersi laureato utroque iure, divenne protonotario apostolico ed entrò a far parte della curia romana come referendario del tribunale della Segnatura apostolica. Chierico della Camera Apostolica, ne divenne successivamente uditore generale e poi presidente.
Creato cardinale diacono nel concistorio del 14 dicembre 1588, il 9 gennaio dell'anno successivo ricevette la berretta cardinalizia ed il titolo di Sant'Adriano. Prese parte al primo conclave del 1590 che elesse per breve tempo Urbano VII ed alla morte di questi si riunì nuovamente con gli altri cardinali per eleggere poi Gregorio XIV. Optò quindi per l'ordine dei presbiteri e passò al titolo di San Lorenzo in Panisperna dal 14 gennaio 1591. Nel 1591 prese parte al conclave che elesse papa Innocenzo IX e l'anno successivo a quello che elesse Clemente VIII. Divenuto membro della congregazione per l'interpretazione delle costituzioni del concilio di Trento sotto il pontificato di Clemente VIII, dal 30 agosto 1595 optò per il titolo dei Santi Giovanni e Paolo accompagnando poi Clemente VIII in una sua visita nella città di Ferrara. Staccatosi dal corteo pontificio, chiese il permesso di fare ritorno a Milano e questo gli venne accordato.
Morì a Milano il 20 ottobre 1598 e venne sepolto nella chiesa di Santa Barbara nella città.